# Ludwig Benedict Franz von Bilderbeck
Ludwig Benedict Franz Freiherr von Bilderbeck, auch Louis Bénoît François Baron [de] Bilderbec[k], Pseudonyme M. Louis und M. Metz oder François Metz (* 30. Juli 1766 in Wissembourg (Weißenburg), Elsass; † 25. Mai 1856 in Paris), war ein elsässischer Übersetzer und Autor von Dichtungen, Romanen, Bühnendramen, Lust- und Singspielen. Ferner diente er als Reisemarschall des Fürsten Ludwig von Nassau-Saarbrücken und weiteren deutschen Fürsten als Diplomat. Hauptsächlich lebte er in Paris.

## Leben
Bilderbeck war Sohn von Louis Jacques François de Bilderbeck aus Vendôme, Chevalier des Ordre de Saint-Louis sowie Hauptmann einer Kompanie des Husaren-Regiments „de Berchény“, und dessen Ehefrau Marie-Anne de Gautier, Tochter des Bürgermeisters von Wissembourg. Er wirkte als Übersetzer, Schriftsteller und Bühnenautor in französischer und deutscher Sprache. Vor 1786 war er Gesellschaftskavalier eines Grafen aus der Familie Reuß-Köstritz. Von 1786 bis 1789 weilte er in Dürkheim. Wahrscheinlich auf Initiative seines Freundes August Wilhelm Iffland, Schauspieler am Komödienhaus, lebte er einige Jahre in Saarbrücken. Am 3. Januar 1790 spielte Bilderbeck auf der Saarbrücker Bühne als Protagonist in dem Stück Der Essigmann mit seinem Schubkarren von Louis-Sébastien Mercier.
Für den Fürsten Ludwig, den letzten Fürsten von Nassau-Saarbrücken, der durch die Französische Revolution und die Besetzung  des Linken Rheinufers im Zuge des Ersten Koalitionskriegs sein Territorium an Frankreich verlor, fungierte er von 1789 bis 1793 als Reisemarschall. 1791 gründete er eine Verlagsdruckerei, die bald darauf Bankrott ging. Anschließend lebte er verarmt in Mannheim. Ab 1804 übernahm er in Paris als Geheimer Legationsrat für deutsche Fürsten diplomatische Aufgaben. Für das fürstliche Haus Reuß war er ab 1807 als Geschäftsträger bei der französischen Regierung akkreditiert. Als 1806 der Rheinbund gegründet wurde, wurde er von Reichsfürsten, die von einer Mediatisierung bedroht waren, ebenfalls mit Missionen beauftragt, etwa für die Häuser Solms-Laubach und Solms-Braunfels. 
Auf Anraten von Franz Xaver von Zwackh, von dem er sich ausführlich über die Bestimmungen des Reichsdeputationshauptschlusses instruieren ließ, wurde er im November 1810 als Vertreter des Prinzen Friedrich von Salm-Kyrburg sowie dessen Vormündern, der Fürstin Amalie Zephyrine von Hohenzollern-Sigmaringen und dem Prinzen Moritz zu Salm-Kyrburg, außenpolitisch tätig. Bilderbeck und dem Hofrat Jeremias Gottfried von Noël, dem Gesandten des Fürsten Konstantin zu Salm-Salm, erläuterte der französische Außenminister Jean-Baptiste Nompère de Champagny, mit dem Bilderbeck befreundet war, am 9. November 1810 in Fontainebleau, dass das Fürstentum Salm von Frankreich annektiert werden solle. Bilderbeck versuchte daraufhin durch verschiedene Schritte, insbesondere gegenüber dem nachfolgenden Außenminister Hugues-Bernard Maret, eine günstige Entschädigungsregelung zu erwirken, die Napoleon schließlich am 31. Dezember 1811 im Palais des Tuileries unterzeichnete.
Auf dem 1814 einberufenen Wiener Kongress vertrat Bilderbeck das Haus Reuß-Ebersdorf.
Auch nach der Restauration schrieb er erfolgreiche Lust- und Singspiele. Zu den Boulevardbühnen, auf denen seine Stücke aufgeführt wurden, zählten das Théâtre de la Porte Saint-Martin und das Théâtre de la Gaîté.

## Werke
- Le nouveau Pâris, ou la malice de trois femmes. Nouvelle comique et amusante. Ettinger, Gotha 1786 (Digitalisat).
- Der Neue Paris, oder die drei listigen Weiber in Madrid. Eine komische Unterhaltung. 1787 (Digitalisat).
- als Übersetzer: Tableau de l’Angleterre et de l’Italie, contenant des anecdotes curieuses et interessantes, par M. D’Archenholz. 1788.
- Liebe und Vaterland. Ein Nachspiel in einem Aufzuge. Pfähler, Dürkheim 1789 (Google Books).
- Bagatelles littéraires. Mourer, Lausanne 1788 (Google Books).
- als Übersetzer: Maurice. Roman Moriz von (Joachim Christian) Friedrich Schulz. 1789.
- mit Fanny de Beauharnais: Les noeuds enchantés, ou la bisarrerie des destinées. 1789 (Google Books).
- Cyane ou les jeux de destin. Roman grec. Societé Typographique, Neuwied und Treuttel, Strasbourg 1790 (Google Books).
- Cyanna of Athens. A Grecian Romance in two volumes. Axtell, London 1792 (Digitalisat).
- Cyane, oder: Das Spiel des Schicksals; ein griechischer Roman. 1792 (Google Books).
- Barogo. Eine Posse in 1 Aufzug. Nach dem Französischen. Heinse, Zeitz 1793 (Google Books).
- Dramatische Versuche. Dramensammlung, 1793 (Google Books).
- Die Lieben. Elegisches Gedicht. 1794.[10]
- Die Urne im einsamen Thale.Voß, Leipzig 1799 (Digitalisat Theil 1, Theil 2, Theil 3, Theil 4).
- Alexander. Eine historisch-romantische Skizze. Brede, Offenbach 1799 (Google Books).
- Die Todtengräber. Ein Gegenstück zur Urne im einsamen Thale. Voß, Leipzig 1801 (Digitalisat Theil 1, Theil 2, Theil 3).
- Schauspiele. 2 Bände. Voß, Leipzig 1801. (Google Books, Band 1)
- Wilhelmine von Rosen. Schauspiel. Voß, Leipzig 1802 (Digitalisat Band 1, Band 2).
- Ludolphs Lehrjahre. Roman, Übersetzung aus dem Französischen (L’enthousiaste corrigé), 1804.
- Die Brüder. Ein Familien-Gemählde. Roman, 1805 (Google Books).
- Die Familie Werning oder die echten Brüder. 3 Theile. Voß, Leipzig 1805.
- Taschenbuch für 1805. Spanien nach Langle. 1805.
- mit Joseph Pain: Le Portrait du duc. 1805.
- Das Vaterherz. Ein Schauspiel in fünf Aufzügen. 1806 (Google Books).
- Die Liebe in Spanien. Lustspiel in drey Aufzügen. Voß, Leipzig 1806 (Google Books).
- L’Officier suédois. Renouard, Paris 1807.
- Le petit cousin. Comédie en un acte. Renouard, Paris 1807 (Digitalisat).
- Les Chaises à porteurs. Renouard, Paris 1807 (Google Books).
- mit J.-J.-M. Duperche: Les Strelitz. 1808.
- mit J.-J.-M. Duperche: Les comtes de Hombourg. 1810.
- mit Philippe-Jacques de Laroche: Achmet ou l’ambition maternelle. 1811.
- mit Philippe-Jacques de Laroche (Pseudonym M. Hubert): Rodolphe, ou la Tour de Falkenstein, mélodrame en trois actes. 1812 (Google Books).
- mit J.-J.-M. Duperche: Romanowski ou les polonais dans la Russie-Blanche. 1812.
- Berthilie. Mélodrame en trois actes et à grand spectacle. Hocquet, Paris 1814 (Google Books).
- L’Auberge des Ruines. Mélodrame en trois actes. Gardy, Paris 1814 (Google Books).
- mit Jean-Baptiste Dubois und J.-J.-M. Duperche: Le Duc de Craon ou le ministre français. 1814.
- mit Louis-Charles Caigniez: Imposture et vérité, mélodrame en trois actes et en prose. 1816.
- mit J.-J.-M. Duperche: La fille du désert, ou les Germains, mélodrame en trois acts. 1816 (Google Books).
- Le mouchoir ou l'odalisque volontaire. Comédie en un acte. Barba, Paris 1817 (Digitalisat).
- mit Benjamin Antier und Pierre-Jean de Béranger: Haguenier ou l’habit de cour. 1818.
- Le Fils proscrit ou un jour à Vincennes. Fages, Paris 1819 (Google Books).
- La Petite Agathe ou la sentinelle oubliée. Comédie-vaudeville en un acte. Fages, Paris 1820 (Google Books).
- mit Louis-Charles Caigniez: Le Mandarin Hoang-Pouf, ou l’Horoscope, folie en 1 acte. 1821.
- Der Grünrock. Ein Seitenstück zu Wilhelmine von Rosen. Schauspiel, 1823 (Google Books).
- mit Benjamin Antier und Pierre-Jean de Béranger: Attila et le troubadour. 1824.
- Jonathan, ein Familiengemälde. 2 Bände. Mayer, Aachen/Leipzig 1827 (Google Books, Band 1).
- Seyn und Schein, ein Sittengemälde aus jetziger Zeit. Autobiografischer Roman. 4 Bände. Mayer, Aachen/Leipzig 1829 (Digitalisat Band 1, Band 2, Band 3, Band 4).
- Pauline et Fanchette, ou mémoires d’un Champenois. 4 Bände. Mame et Delaunay-Vallée, Paris 1829.
- mit Benjamin Antier: Jeffries, ou le grand juge. Mélodrame en trois actes. 1830.
- Das Höckermännchen. Historischer Roman aus den Zeiten der französischen Regentschaft. Mayer, Aachen/Leipzig 1830 (Google Books).
- Le petit Bossu. Chronique du XVIIIe siècle. Historischer Roman (französischsprachiges Original des Höckermännchens), 1830.
- Das Spezialgericht, oder Frankreich im Jahre 1815. Roman, 2 Theile. Mayer, Aachen 1832.
- Le manteau vèrt. Chronique du 16me siècle. 1832.
- La cour prévotale. Roman de moeurs. 5 Bände. Lachapelle, Paris 1832.
- Letzte Novellen. Mayer, Aachen/Leipzig 1834 (Digitalisat).